# Especiação simpátrica

Comparação dos tipos de especiação: alopátrica, peripátrica, parapátrica e simpátrica.

Especiação simpátrica é a divergência genética de várias populações (de uma espécie parental única) que habitam a mesma região geográfica, de modo a que essas populações se tornam espécies diferentes. Etimologicamente, simpatria deriva da raiz sim- (querendo dizer mesmo, parecido, similar ou semelhante) e -patria (significando pátria ou terra-mãe).
Simpatria é um dos quatro modelos teóricos para o fenómeno de especiação. Ao contrário da alopatria, populações que sofrem especiação simpátrica não estão geograficamente isoladas (por exemplo, por uma montanha ou um rio).
Debatido desde o princípio da popularização do pensamento evolutivo, a especiação simpátrica é ainda um ponto altamente contencioso. A partir de 1980, esta teoria estava grandemente desfavorecida devido à ausência de evidências empíricas disponíveis, e, mais crítico ainda, às condições que os cientistas julgavam ser necessárias para este tipo de especiação acontecer. Ernst Mayr, um dos mais proeminentes biólogos evolutivos, rejeitou completamente a simpatria como um todo, introduzindo um clima de hostilidade contra a teoria. Desde a década de 1980, uma visão mais progressiva tem sido adoptada. Embora ainda debatível, evidências empíricas documentadas existem agora, seguido do desenvolvimento de teorias sofisticadas incorporando dados genéticos de múltiplos loci.
Vários modelos têm sido propostos para dar conta deste modo de especiação. O mais popular, que invoca o modelo de selecção disruptiva, foi proposta inicialmente por John Maynard Smith em 1962. Maynard Smith sugeriu que indivíduos homozigóticos podem, sob condições ambientais particulares, ter uma maior aptidão do que aqueles com alelos heterozigóticos para determinada característica. Sob o mecanismo de selecção natural, por consequência, a homozigotia seria favorecida em relação à heterozigotia, levando eventualmente à especiação. Divergência simpátrica também pode resultar de conflito sexual.
Perturbações deste tipo também podem ocorrer em características multi-génicas. Os tentilhões da espécie Geospiza fortis estão a mostrar divergência no seu pool genético na Ilha de Santa Cruz. A morfologia do bico conforma-se com a existência de dois tamanhos ideais diferentes, enquanto que indivíduos com tamanhos de bico intermédio são seleccionados desfavorávelmente. Algumas características (por vezes chamadas características mágicas), tais como a forma do bico podem levar à especiação porque afectam os sinais de acasalamento. Neste caso, diferentes fenótipos do bico podem resultar em chamamentos diferentes, formando uma barreira às trocas entre pools genéticos.
Rhagoletis pomonella, a larva da maçã, pode estar actualmente a sofrer especiação simpátrica, ou, mais precisamente, heteropátrica. A variedade que se alimenta de maçãs parece ter aparecido espontaneamente, a partir de uma outra variedade que se alimentava de Crataegus, entre 1800-1850 , depois das maçãs terem sido introduzidas pela primeira vez na América do Norte. Hoje em dia, a variedade que se alimenta de maçãs não se alimenta normalmente de Crataegus e a que se alimenta de Crataegus não se alimenta normalmente de maçãs. Isto pode se um passo preliminar para a emergência de uma espécie nova.
Alocronia oferece alguma evidência empírica que a especiação simpátrica teve lugar, pois há muitos exemplos de espécies alocrónicas que divergiram recentemente (Espécies irmãs).
Eventos de especiação simpátrica são muito comuns em plantas, porque é normal elas desenvolverem conjuntos múltiplos de cromossomas homólogos, resultando em poliploidia. Descendentes poliplóides ocupam o mesmo ambiente que as plantas parentais (daí a simpatria), mas estão reprodutivamente isoladas.
Um exemplo raro de espécies simpátricas em animais é a divergência de Orcas residentes e migradoras no nordeste do Oceano Pacífico. As orcas residentes e migradoras habitam as mesmas águas, mas evitam-se umas às outras e não se cruzam. As duas formas caçam presas diferentes e têm dietas, comportamento vocal e estruturas sociais divergentes.